# Caitlín R. Kiernan
 (octobre 2018).
Pour les articles homonymes, voir Kiernan.
Œuvres principales
- La Légende de Beowulf
- La Fille qui se noie
- Les Agents de Dreamland

Caitlín R. Kiernan, née le 26 mai 1964 à Dublin, est une romancière et nouvelliste américaine spécialisée en science-fiction et fantasy. Elle est également scénariste de comics et écrit des textes scientifiques dans le domaine de la paléontologie.

## Biographie
Caitlín Rebekah Kiernan naît le 26 mai 1964 à Dublin en Irlande mais elle déménage très jeune avec sa mère aux États-Unis. Elle vit longtemps à Leeds puis passe son adolescence à Trussville en Alabama. Elle suit des études de géologie et de paléontologie à l'université de Birmingham en Alabama et à celle du Colorado. Elle travaille dans un musée puis est enseignante avant de décider en 1992 de se lancer dans une carrière littéraire.
Elle écrit un premier roman The Five of Cups en 1992-1993 mais celui-ci ne sera publié qu'en 2003. En 1996, DC Comics et Neil Gaiman lui proposent de devenir la scénariste de la sérieThe Dreaming. Elle accepte et écrit les histoires publiées jusqu'à l'arrêt du titre. En 1998 est publié son roman Silk. Elle continue son travail de paléontologue et propose des publications scientifiques publiés dans le Journal of Vertebrate Paleontology. En 2007, elle travaille avec Neil Gaiman sur la novélisation du film La Légende de Beowulf scénarisé par Neil Gaiman et Roger Avary. Sa carrière littéraire connaît le succès : de nombreuses nouvelles sont publiées dans des anthologies et elle écrit plusieurs romans. En 2012, elle revient aux comics et scénarise Alabaster: Wolves.

## Œuvres

### SérieSiobhanQuinn
Cette série est écrite sous le pseudonyme de Kathleen Tierney.
1. (en) Blood Oranges, 2013
2. (en) Red Delicious, 2014
3. (en) Cherry Bomb, 2015

### SérieTinfoil Dossier
1. Les Agents de Dreamland, Le Bélial', coll. « Une heure-lumière » no 25, 2020 ((en) Agents of Dreamland, 2017)  (ISBN 978-2-84344-966-6)
2. (en) Black Helicopters, 2013Réédité en 2018 dans une version étendue
3. (en) The Tindalos Asset, 2020

### SérieDeep Time
1. (en) Threshold, 2001
2. (en) Alabaster, 2006
3. (en) Comes a Pale Rider, 2020

### Romans indépendants
- (en) Silk, 1998
- (en) The Five of Cups, 2003
- (en) Low Red Moon, 2003
- (en) Murder of Angels, 2004
- (en) Daughter of Hounds, 2007
- La Légende de Beowulf, Michel Lafon, 2007 ((en) Beowulf, 2007)Novélisation du film La Légende de Beowulf sorti en 2007
- (en) The Red Tree, 2009
- La Fille qui se noie, Panini, coll. Éclipse, 2014 ((en) The Drowning Girl, 2012)Réédition, Albin Michel, coll. « Imaginaire », 2023 (ISBN 978-2-226-48577-9) - Prix Bram-Stoker du meilleur roman 2012 et prix James Tiptree, Jr. 2012
- (en) Blood Oranges, 2013Sous le nom de Kathleen Tierney.
- (en) Red Delicious, 2014Sous le nom de Kathleen Tierney.
- (en) Cherry Bomb, 2015Sous le nom de Kathleen Tierney.

### Recueils de nouvelles
- (en) Tales of Pain and Wonder, 2000
- (en) Wrong Things, 2001Écrit avec Poppy Z. Brite.
- (en) From Weird and Distant Shores, 2002
- (en) To Charles Fort, With Love, 2005
- (en) A is for Alien, 2009
- (en) The Ammonite Violin & Others, 2010
- (en) Two Worlds and in Between: The Best of Caitlin R. Kiernan (Volume One), 2011
- (en) Confessions of a Five-Chambered Heart, 2012
- (en) The Ape's Wife and Other Tales, 2013Prix World Fantasy du meilleur recueil de nouvelles 2014
- (en) Beneath an Oil-Dark Sea: The Best of Caitlin R. Kiernan (Volume Two), 2015
- (en) Dear Sweet Filthy World, 2017
- (en) The Dinosaur Tourist, 2018
- (en) Vile Affections, 2021
- (en) Cambrian Tales: Juvenilia, 2021
- (en) Bradbury Weather, 2023
- (en) Bright Dead Star, 2025